# Walter Bache
Walter Bache (Birmingham, 19 de junho de 1842 – Londres, 26 de março de 1888) foi um pianista e maestro inglês, destacado por sua defesa da música de Franz Liszt e de outros membros da Nova Escola Alemã na Inglaterra. Estudou de forma particular com Liszt na Itália entre 1863 e 1865, sendo um dos poucos alunos autorizados a fazê-lo, e continuou frequentando regularmente a aula magna com ele em Weimar, Alemanha, até 1885, mesmo depois de iniciar sua carreira solo. Este período de estudos não foi igualado por nenhum outro aluno de Liszt e deu lugar a um vínculo particularmente estreito entre ambos. Após a desconfiança inicial por parte dos críticos ingleses por ele ser aluno de Liszt, Bache foi aclamado publicamente por sua destreza ao teclado, mesmo quando partes de seu repertório eram questionadas.
Seu principal feito foi a divulgação da música de Liszt na Inglaterra, para o que se dedicou abnegadamente de 1865 até sua morte em 1888. Isto aconteceu quando a Guerra dos Românticos estava em seu apogeu, quando as facções musicais conservadoras e liberais discutiam abertamente sobre o futuro da música clássica e os méritos das composições escritas em suas respectivas escolas. Bache apresentou ao público várias das obras orquestrais e de corais por meio de uma série anual de concertos, que ele, sozinho, financiou, organizou e promoveu. Da mesma forma, executou uma série anual de recitais que incorporaram a música para piano de Liszt.
A estratégia de Bache para a apresentação destas obras foi a de familiarizar o público com elas. Realizou arranjos para piano de duas das obras orquestrais de Liszt antes mesmo da estreia da versão original e executou alguns dos Poemas sinfônicos do compositor húngaro pouco depois de estrearem em The Crystal Palace. Forneceu também notas informativas de programas acadêmicos, escritas pelos principais analistas musicais e amigos íntimos do círculo de Liszt. A imprensa musical inglesa, mesmo que no geral hostil à música apresentada, observou e apreciou os esforços de Bache. Liszt se mostrou agradecido, uma vez que sem Bache, reconheceu, sua música não poderia ter chegado ao patamar que alcançou.

## Biografia

### Infância e adolescência

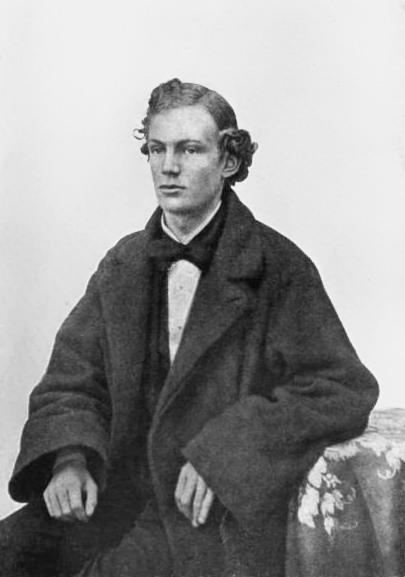
Walter Bache quando era estudante do Conservatório de Leipzig.

Walter Bache nasceu em Birmingham. Foi o segundo filho do conhecido ministro unitarista Samuel Bache, que dirigia uma escola particular em conjunto com sua esposa, Emily Higginson. Seu irmão mais velho, Francis Edward Bache, foi compositor e organista, enquanto sua irmã, Constance Bache, foi compositora, pianista e professora e, posteriormente, escreveu a biografia conjunta de seus dois irmãos com o título Brother Musicians (Irmãos músicos). Ele recebeu alguma educação musical rudimentar na escola de seu pai mas, continuou sendo uma criança despreocupada, sem distinção e que gostava mais de se divertir do que estudar, até que seguiu os passos de seu irmão Edward. Assim como ele, estudou com o organista de Birmingham James Stimpson e, em agosto de 1858, quando tinha dezesseis anos de idade, ingressou no Conservatório de Leipzig. Seu pai deveria acompanhá-lo até a Alemanha mas, não pode fazê-lo porque precisou cuidar de Edward, que estava morrendo de tuberculose. Determinado, realizou a viagem sozinho, um dos primeiros indícios de sua independência.
Em Leipzig, Bache estudou piano com Ignaz Moscheles e composição musical com Carl Reinecke. Fez amizade com o colega de classe, Arthur Sullivan, sobre quem escreveu: "não toca bem, mas ... tem escrito algumas coisas que considero demonstrar seu grande talento". Outro colega de estudos, que o conhecia bem, embora não tivessem uma relação tão próxima, foi Edvard Grieg. Embora a cidade já não estivesse vivendo mais seus dias de glória, que havia experimentado sob a influência de Mendelssohn, ainda foi útil para Bache a exposição a artistas como Pauline Viardot-García, Giulia Grisi, Joseph Joachim e Henri Vieuxtemps e à música de Ludwig van Beethoven, Vincenzo Bellini, Frédéric Chopin, Moritz Hauptmann e Mendelssohn. Dedicou-se ao estudo de piano, mas depois reconheceu que desperdiçou muito tempo em Leipzig com a falta de direção. Em Brother Musicians, Constance cita que "um músico de alto nível", um integrante de seu círculo de amizade (possivelmente Sullivan ou o pianista Franklin Taylor), quem explicou: "Você vê, em Leipzig ninguém era obrigado a trabalhar, ali não havia uma supervisão particular; e sempre havia muito que fazer, no âmbito da diversão, para os menos enérgicos. Tanto quanto me lembro de Bache, nessa época, trabalhava aos trancos e barrancos, produzindo com frequência resoluções excelentes, cujo efeito não durava muitos dias".
Ao completar seus estudos de piano em dezembro de 1861, aos dezenove anos de idade, viajou para a Itália e se estabeleceu em Milão e Florença, com a intenção de conhecer mais profundamente a cultura italiana antes de voltar a Inglaterra. Em Florença conheceu Jessie Laussot, "que fundara uma sociedade musical florescente na cidade ... e estava intimamente familiarizada com Liszt, Wagner, Hans von Bülow e outros músicos de destaque". Laussot simpatizou-se com Bache, e logo percebeu seu caráter despreocupado e decidiu ajudá-lo. Encorajou-o a ensinar harmonia, bem como piano e, a seguir, formou uma classe de alunos para aprender harmonia que se reunia toda manhã bem cedo em um bairro afastado da cidade, o que o obrigava a não permanecer muito tempo dormindo. Facilitou seu caminho até a alta sociedade e também lhe sugeriu, depois de ouvi-lo tocar em vários concertos locais, que viajasse a Roma para conhecer Liszt. Contudo, insistiu para que Bache viajasse sem qualquer carta de recomendação dela, porque queria que o compositor húngaro o julgasse unicamente por seus próprios méritos.

### Estudos com Liszt

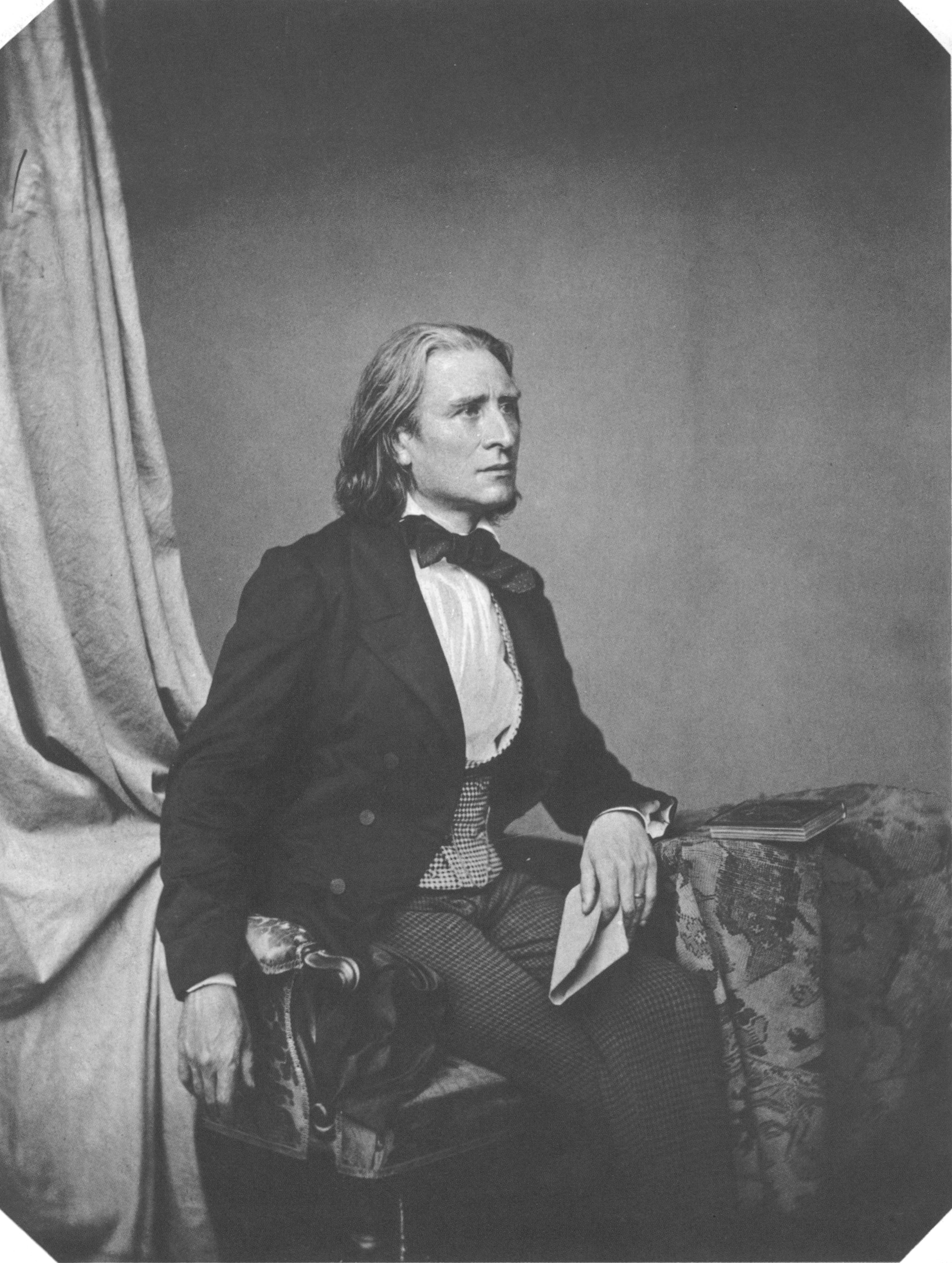
Franz Liszt em 1858; fotografia de Franz Hanfstaengl.

Bache chegou a Roma em junho de 1862. Depois de alguma confusão inicial (Liszt confundiu Bache, que estava nervoso e com a língua travada, com alguém que queria lhe pedir dinheiro emprestado), o compositor húngaro deu as boas-vindas ao inglês. Recebeu duas ou três aulas improvisadas; entre elas, algumas atuações de música de câmara, graças à recomendação de Liszt. Finalmente, o húngaro sugeriu que se Bache estivesse disposto a mudar-se para Roma no ano seguinte, ele o aceitaria como aluno regular. Considerando esta "a maior vantagem possível que eu poderia ter", Walter escreveu para Constance:
Depois de uma visita a Birmingham, Bache mudou-se para Roma em 1863, cidade na qual viveu durante os dois anos seguintes. Ali recebeu aulas particulares de Liszt, sendo um dos poucos privilegiados que puderam fazê-lo; a maioria dos alunos do compositor húngaro somente receberam aulas magnas. Escutou também Liszt tocar sua própria música numerosas ocasiões em salões particulares, incluindo uma desempenho então rara da Sonata para piano em si menor. Liszt o ajudou a preparar-se para vários concertos públicos em Roma e o incentivou a aprender algumas peças difíceis que Bache inicialmente se sentia incapaz de tocar; essas peças incluíam uma transcrição do próprio Liszt da valsa de Fausto de Charles Gounod e da valsa "Patineurs" da ópera Le prophète de Giacomo Meyerbeer. Estas aulas, a amabilidade com a qual Liszt se mostrou continuamente e, em geral, as exibições de Bache perante o compositor húngaro, tornaram-se uma experiência decisiva em sua vida. Liszt esperava que Bache trabalhasse duro e este aplicou todo seu empenho em seus estudos de teclado. O mesmo "músico de alto nível" citado por Constance por ocasião dos anos em que Walter passou em Leipzig também afirmou que "não pode haver dúvida de que foi sua amizade com Liszt que lhe alimentou o entusiasmo e a força para manter seu trabalho duro, que o distinguiu durante sua carreira em Londres, e que era frequente o espanto daqueles que o haviam conhecido em anos anteriores".
Bache conseguiu se manter financeiramente em Roma trabalhando como organista na igreja da Comunhão Anglicana da cidade, onde o pastor conheceu anteriormente seu irmão Edward. Como sua reputação como artista cresceu, recebeu também mais convites para trabalhar como professor. Estas duas atividades lhe garantiram certa estabilidade financeira. Conheceu também vários jovens músicos talentosos, incluindo seu condiscípulo Giovanni Sgambati e o violinista Ettore Pinelli. Durante essa época, Bache começou a explorar o repertório para dois pianos, especialmente os arranjos do poema sinfônico Les Préludes de seu professor e a Wanderer Fantasy de Franz Schubert, que tocou com Sgambati em concerto. Os arranjos para dois pianos dos poemas sinfônicos de Liszt se tornariam uma característica importante da série de concertos de Bache logo que regressou a Inglaterra. Executou também muita música de câmara; as obras que tocou durante essa época incluíam a sonata para violoncelo de Chopin, as variações para violino de David-Pinelli, o trio para piano em ré menor de Mendelssohn, um trio para piano de Anton Rubinstein e uma sonata para violino arranjada para viola, obra de Robert Schumann.
Os estudos de Bache com Liszt não terminaram quando ele deixou a Itália. Frequentou as aulas magnas regularmente com o compositor húngaro em Weimar até 1885. Este período de estudo não foi igualado por qualquer outro aluno de Liszt e deu lugar a uma relação particularmente estreita com ele. Procurou também ter aulas com seu colega de classe Hans von Bülow em 1871; os dois passaram muito tempo juntos, o que resultou em uma amizade para toda a vida. O fato de que Bache dava muita importância aos conselhos de Büllow é demonstrado por sua advertência a Jessie Laussot para "nunca mais tentar 'marcar, aprender e digerir internamente' [a Fantasia e fuga cromática] sem ter a edição de Bülow ... é esplêndida, muito equivalente a ter tido uma aula sobre ela com Liszt". Liszt compôs para Bache seu arranjo de concerto da sarabanda e chacona da ópera Almira de Händel para piano solo (S.181) em 1879.

### Promoção da música de Liszt

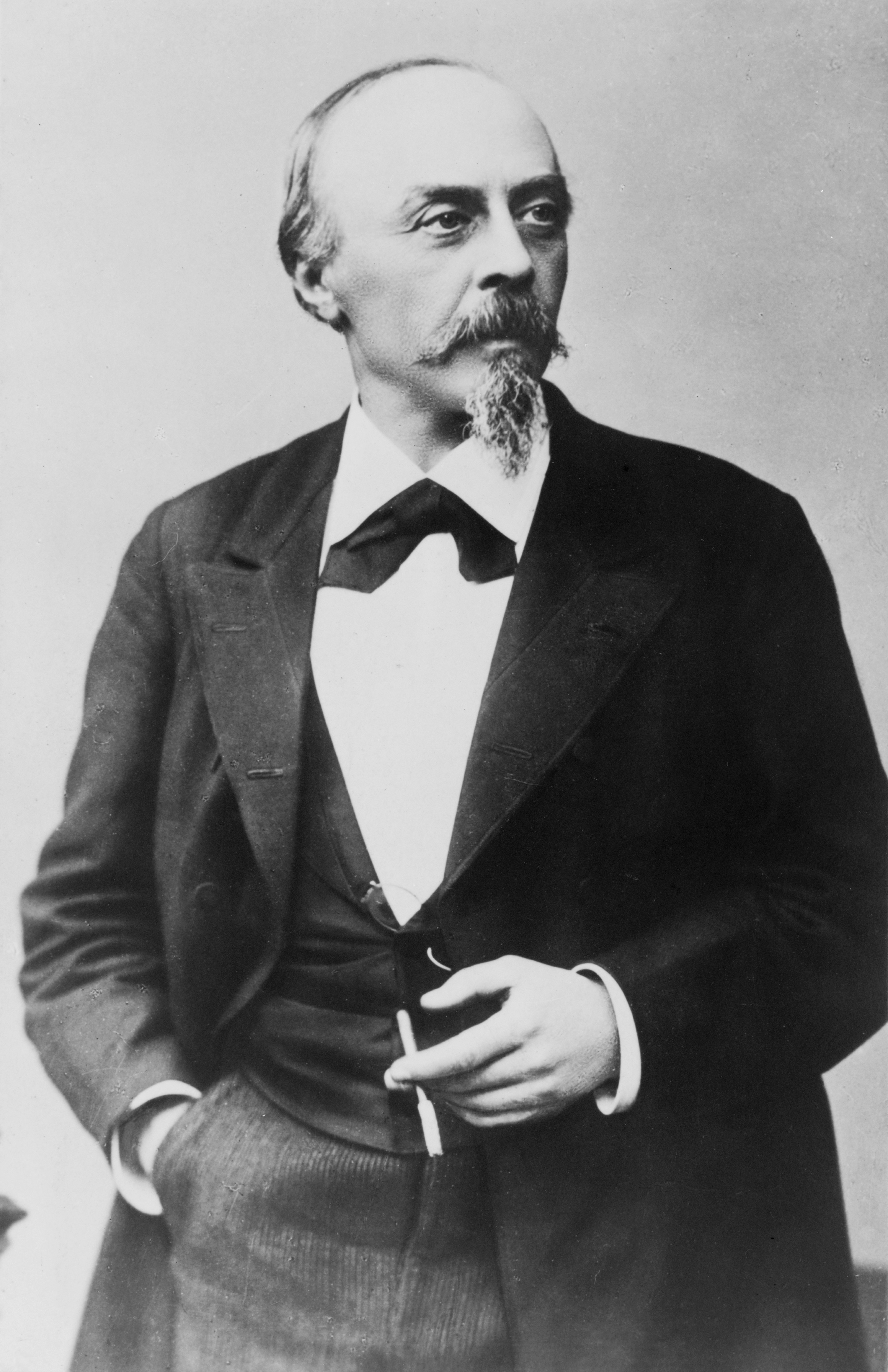
Hans von Bülow foi o maestro de dois dos "Walter Bache Annual Concerts".

Antes de se mudar para Roma, em junho de 1863, Bache retornou a sua cidade natal, Birmingham, para conseguir fundos para a construção de um vitral comemorativo em memória de seu irmão Edward. Entre esses esforços realizou uma apresentação do oratório Paulus de Mendelssohn, onde seu desempenho no órgão foi muito elogiado, e um recital para piano solo durante o qual executou algumas obras de Liszt. Os críticos se mostraram pouco receptivos à música do compositor húngaro e aconselharam Bache a que escolhesse obras menos ousadas caso quisesse ter êxito em sua carreira. As coisas não melhoraram quando se mudou para Londres em 1865. A Guerra dos Românticos entre as facções musicais conservadoras e liberais estava no seu apogeu e ele foi rotulado de "perigoso" por ter estudado com Liszt. Isto ficou bem claro quando Bache fez uma visita a J. W. Davison, então o mais poderoso crítico de música em Londres. Essa visita não era injustificada: Davison conhecia Edward e compartilhava o mesmo ponto de vista conservador de seu irmão. Bache relata que foi visitar Davison e entregou o seu cartão de visita. Momentos depois a criada regressou e lhe disse: "Perdoe-me, senhor, mas o senhor Davison manda dizer que não está em casa".
Perigoso ou não, Bache logo deu início a uma cruzada permanente para popularizar as obras de seu mestre na Inglaterra. Em 1865, iniciou uma série de concertos anuais em conjunto com o barítono Gustave García. Começaram modestamente, no Collard's Rooms, em Grosvenor Street. À medida que aumentou em popularidade, foram transferidos para Beethoven Rooms, um local mais espaçoso, em Cavendish Square, em seguida, para o Queen's Concert Rooms em Hanover Square e, finalmente, no St James's Hall em Regents Square. No princípio, estes concertos apresentavam obras instrumentais e de câmara e arranjos para piano. Em 1868, haviam evoluído para incluir obras para corais, que lhes possibilitaram apresentar peças como Soldatenlied de Liszt e coros de Tannhäuser e Lohengrin de Wagner. Em 1871, os concertos foram alterados para um formato orquestral.
Os concertos, que ocorreram em fevereiro ou março e continuaram até 1886, ficaram conhecidos como os "Walter Bache Annual Concerts" (Concertos anuais de Walter Bache). Tornaram-se parte integrante do cenário musical londrino, atraindo a atenção da imprensa e de outros músicos eminentes. Ainda que parte da cobertura de imprensa que receberam tenha sido positiva, em geral Bache teve que fazer frente a constantes mostras de oposição e escárnio dos críticos e colegas músicos sobre a música que ele apresentou. O anúncio impresso no Athenaeum depois de seu primeiro concerto foi típico: "Na terça-feira, o Sr. Gustave García, um dos melhores barítonos da nova geração, e o Sr. Walter Bache deram um concerto em conjunto. Não podemos achar que 'Les Préludes,' um dueto muito difícil [sic] do abbé Liszt para dois pianos, vale o esforço realizado por uma dupla de intérpretes tão talentosos como ele mesmo e o Sr. Dannreuther. Entretanto, foi bem recebido». Em grande parte graças à perseverança de Bache, pelo menos parte do público foi convencendo-se gradualmente do valor da música de Liszt.

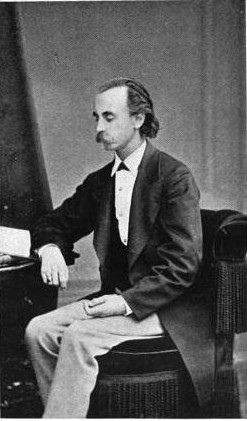
August Manns regeu quatro dos concertos anuais organizados por Bache.

Nestes concertos, Bache com frequência se apresentava como solista, acompanhante ou maestro, mas também contou com a participação de outros artistas em uma tentativa de mostrar que ele não estava dando os concertos para o seu próprio engrandecimento. Bülow regeu dois deles, Edward Dannreuther, outros dois. August Manns, o regente de uma série de concertos orquestrais realizados em The Crystal Palace e um admirador das obras de Liszt, regeu quatro. A maioria dos instrumentistas envolvidos eram também membros da orquestra de The Crystal Palace para garantir que o nível da atuação fosse o mais alto possível. Entre os solistas convidados teve destaque o violinista August Wilhelmj, que interpretou a Chacona em ré menor de Johann Sebastian Bach em um concerto.
Para estes concertos, Bache programou cinco dos Poemas sinfônicos de Liszt, as sinfonias Fausto e Dante, o Salmo 13 e a Lenda de Santa Isabel. Também se tocou obras de Berlioz, Schumann e Wagner, porém, predominaram as composições de seu mestre. Enquanto que as execuções das sinfonias Fausto e Dante estavam estreando na Inglaterra, os poemas sinfônicos haviam sido previamente introduzidos no Crystal Palace; no entanto, Bache acreditava que oferecer repetidas interpretações dos poemas sinfônicos era importante para familiarizar o público com eles. Les Préludes foram executados três vezes nos concertos Bache, Mazeppa, Festklänge e Orfeu cada um duas vezes, e Tasso uma única ocasião. Parte desta estratégia de familiarização foi a inclusão dos arranjos para dois pianos dos poemas sinfônicos como meio de preparar o público para as versões orquestradas. Bache iniciou esta prática com seu primeiro concerto em 1865, quando, junto com Dannreuther, apresentou o arranjo para dois pianos de Les Préludes. Outra parte desta estratégia era fornecer ensaios eruditos, bastante ponderados e meticulosamente detalhados como notas de programa. Algumas vezes, era o próprio Bache quem os escrevia; outras vezes, ele se baseou em teóricos proeminentes como Carl Weitman e Frederick Niecks. De acordo com o musicólogo Alan Walker, "estão cheios de ideias que eram tanto inovadoras como originais para essa época e estão profusamente ilustrados com exemplos musicais, um sinal claro de que eram dirigidos a um público sofisticado e estavam destinados a ter uma potencial vida mesmo após o concerto ter terminado". De acordo com, entretanto são estudos valiosos para os especialistas em Liszt, como muitas de suas ideias, que foram transmitidas através dos membros do círculo próximo do compositor húngaro, provavelmente tendo como origem o próprio compositor. Estas notas, juntamente com a inclusão dos arranjos para dois pianos e que o musicólogo Michael Allis denomina "um enfoque reflexivo da programação ... tudo contribui para uma mercadologia agressiva da nova situação de Liszt como compositor".
Os concertos foram um esforço financeiro considerável para Bache, que não tinha um rendimento regular até 1881 e teve que obter seu sustento como professor. Até 1873, escreveu que tinha que "decidir se vou me dedicar por completo à produção de obras orquestrais e de corais de Liszt (que depois de tudo não pode ser imortal como Bach, Beethoven e Wagner: aqui creio que Büllow tem razão). Ou devo melhorar o objeto de minha vida e não gastar um terço de minha renda com a venda de ingressos em uma só noite". Bülow estava tão preocupado com a situação de Bache que chegou a renunciar a seus honorários depois de um concerto que regeu e contribuiu ainda com cinquenta libras de seu próprio bolso para as economias deste. Liszt também se preocupou, e escreveu "durante anos [Bache] sacrificou seu dinheiro para apresentar minhas obras em Londres. Várias vezes lhe adverti contra isto, porém, respondeu imperturbável 'Isso é assunto meu!'". Sempre que Bache foi questionado a respeito dos recursos financeiros para os concertos, ele respondia que o custo era "uma justa recompensa" e acrescentava que mesmo que Liszt lhe tivesse cobrado por suas lições o equivalente a que um professor de piano de aldeia cobra, ainda estaria profundamente em dívida com ele.
Além dos concertos orquestrais, Bache deu uma série anual de recitais como solista no dia de aniversário de Liszt, 22 de outubro, entre 1872 e 1887. Em outubro de 1879, deu seu primeiro recital totalmente sobre Liszt. Em algum destes recitais, executou os arranjos para dois pianos das obras orquestrais de seu mestre. Apresentou a versão para dois pianos de Mazzepa em outubro de 1876, dois meses antes da estreia de sua versão orquestral no Crystal Palace e quatro meses antes de Bache apresentar seu próprio concerto orquestral. O Monthly Musical Record reconheceu que "Havia ... uma boa razão para apresentá-lo como um dueto, com a finalidade de familiarizar os ouvintes com ele antecipadamente" e o Musical Standard considerou que apresentar o arranjo para dois pianos era "uma imensa ajuda para aqueles que desejavam formar um julgamento correto sobre ele em sua primeira execução orquestral ... já que é impossível, até mesmo com as melhores intenções, avaliar corretamente as melhores obras de Liszt depois de uma única audição". Liszt continuou agradecido a Bache e demonstrou isso em várias ocasiões, escrevendo-lhe: "Sem Walter Bache e seus longos anos de abnegados esforços na divulgação de minhas obras, a minha visita a Londres seria algo improvável."

### Comemorações pelo 75.º aniversário de Liszt
Bache tinha há muito acalentado o desejo de trazer Liszt para Londres, cidade que o compositor húngaro tinha visitado em 1841 quando ainda era um virtuoso e fazia apresentações por toda a Europa. Liszt sabia que tudo o que sustentava sua música nessa cidade era em grande parte devido aos esforços de seu aluno. Pelo menos em parte para saldar sua dívida que sentia que tinha com Bache, Liszt aceitou seu convite para assistir às celebrações pelo seu 75.º aniversário em abril de 1886. Estas celebrações incluíam a criação de uma bolsa de estudos para piano na Royal Academy of Music, uma apresentação de seu oratório A lenda de Santa Isabel regido por Alexander Mackenzie em St. James's Hall, uma audiência com a rainha Vitória e uma recepção pública em homenagem a Liszt na Grosvenor Gallery. Bache estava envolvido nestes quatro eventos, que foram um grande sucesso; pela grande procura popular Santa Isabel teve que ser repetida no Crystal Palace.

### The Working Men's Society

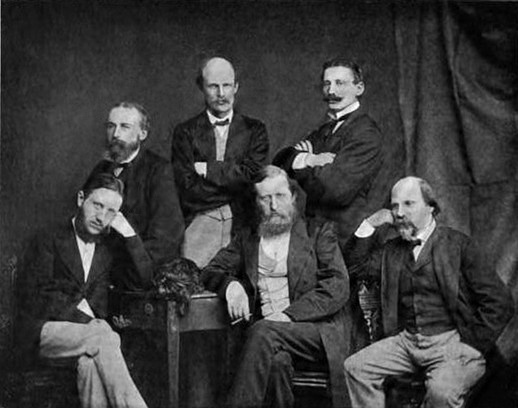
Fotografia de The Working Men's Society em Londres, c. 1868. Da esquerda para a direita: Edward Dannreuther, A. J. Hipkins, Walter Bache, Karl Klindworth, Fritz Hartvigson e W. Kumpel.

No verão de 1867, Bache e Dannreuther formaram The Working Men's Society (‘Sociedade dos homens trabalhadores’), uma pequena associação para promover a música de Wagner, Liszt e Schumann na Inglaterra, com Karl Klindworth como o membro mais velho do grupo. A sociedade se reunia regularmente na casa de algum deles para o estudo e discussão dessa música. A primeira sessão de estudo aconteceu em dezembro e analisou a "Spinnerlied" da ópera de Wagner O holandês voador, executada por Dannreuther a partir de uma transcrição para piano de Liszt. Na reunião do mês seguinte, o grupo abordou as duas primeiras cenas de O ouro do Reno. Na reunião seguinte apresentaram uma leitura de A valquíria. Nenhuma das duas obras havia sido executada em outro local; suas estreias mundiais na Ópera da corte de Munique ocorreram dois anos mais tarde. A especial relação de Klindworth com Wagner assegurou que o grupo tivera acesso às partituras. Na reunião de julho de 1869, a aluna de Liszt Anna Mehlig interpretou o Primeiro concerto para piano de seu mestre para o grupo. Wagner e Liszt não foram os únicos compositores objeto de discussão: Bach, Beethoven, Chopin, Henselt, Raff e Schumann também estiveram entre os músicos cujas obras foram tocadas. No entanto, o foco principal do grupo permaneceu centrado na música de Wagner.

### Outras realizações
Bache tornou-se professor de piano da Royal Academy of Music em 1881. A criação da bolsa de estudos de Liszt naquela instituição em 1886 se deveu principalmente a seus esforços. Após a morte de Bache, o nome da bolsa de estudos passou a se chamar Liszt-Bache.

### Morte
Bache morreu em Londres em 26 de março de 1888, aos quarenta e cinco anos de idade, após ficar um curto período doente. A causa de sua morte foi um resfriado, que provocou uma ulceração na garganta, que "foi demais para seu excesso de trabalho e sua natureza altamente agitada"; fora isso, tinha uma boa saúde e deu aulas para alguns alunos poucos dias antes de sua morte.

## Bache como pianista

### Técnica e repertório
Desde seus primeiros concertos, Bache se destacou por mostrar seriedade em suas execuções e uma excelente técnica pianística. Destacou-se especialmente pela uniformidade e nitidez de suas escalas e a "grande delicadeza e refinamento de sentimento" em sua forma de tocar. Assim como Hans von Bülow, Bache foi considerado um pianista "intelectual" que realizou interpretações bem executadas; também se considerou que foi melhorando com o passar do tempo, convertendo-se em um intérprete menos volúvel e "inquieto" e que apesar dos exageros ocasionais em suas interpretações, a qualidade de sua arte esteve fora de qualquer dúvida.
Mesmo que não tenha sido o único pianista na Inglaterra a tocar as obras de Liszt, Bache se destacou na interpretação das obras em concerto para piano solo, dois pianos e orquestra deste compositor. Além dos arranjos para dois pianos dos Poemas sinfônicos, os dois primeiros concertos para piano, a Sonata para piano em si menor e a Sonata Dante, Bache interpretou várias transcrições, cinco delas Rapsódias húngaras, e várias obras virtuosísticas de menor escala e miniaturas que muitas vezes destacaram "a natureza melódica da composição de Liszt". Bache também executou uma série de obras de outros compositores em seus recitais, muitos dos quais são pouco conhecidos atualmente. Agradecido pela assistência de Büllow como regente de dois de seus concertos anuais, Bache programou várias de suas obras para piano em seus recitais. Tocou também obras de Mackenzie, Mendelssohn, Mozart, Raff, Silas, Tchaikovsky e Volkmann, e peças mais conhecidas de Bach, Beethoven e Chopin.
Assim como Bülow, Bache tocou obras de memória em vez de ler a partitura, em uma época em que fazer isto era objeto de debate. Também como Bülow, começou a dar recitais dedicados inteiramente a obra de um único compositor; dessa forma, em 1879, iniciou exclusivamente com Liszt e em 1883 experimentou concertos com obras unicamente de Beethoven.

### Aceitação
Bache foi considerado uma autoridade na música de Liszt. Sobre sua interpretação da Sonata para piano em si menor, Musical Standard escreveu que Bache tomou para si a obra, a ponto de dar a impressão de que a execução de Liszt da peça e a de Bache eram em essência a mesma. Contudo, enquanto as interpretações de Bache eram universalmente aclamadas, as obras que escolhia para executar tiveram uma aceitação desigual. O Musical Standard escreveu, depois de uma interpretação o Primeiro concerto para piano em 1871, que, embora a maneira de tocar do pianista fosse excelente, não havia nada que tornasse interessante o "bizarro" concerto de Liszt. O Athenaeum escreveu sobre a mesma apresentação que embora o concerto fosse confuso, não houve dificuldade em acompanhar a obra interpretada por Bache.
Bache recebeu também elogios pela execução das obras de outros compositores. O Musical Standard escreveu que ele parecia familiarizado com qualquer que fosse o estilo musical das peças que interpretou. O Musical World destacou que suas interpretações de Chopin, Raff, Schumann e Weber mostraram o "verdadeiro espírito e gosto artístico". Destacou sua interpretação das obras de Bach, como a da Fantasia e fuga cromática que foi "limpa e altamente acabada". Bache também afirmou ter dado uma interpretação "magistral" do Concerto para teclado em ré menor do compositor alemão.
Apesar de ter recebido críticas positivas por seu estilo pianístico, os problemas de Bache com os críticos pela música de Liszt tiveram uma repercussão negativa em sua carreira interpretativa. Nunca foi convidado a tocar com a Sociedade Filarmônica de Londres, mesmo depois de Liszt o ter recomendado pessoalmente como solista. Depois de consultas por escrito do Musical Standard, que abertamente lhe perguntaram por que a carreira de Bache não tinha avançado apesar de seu evidente talento, foi convidado em 1874 para tocar no Crystal Palace. Embora sua maneira de tocar fosse elogiada, sua escolha da música (os arranjos de Liszt da Polonesa brilhante para piano e orquestra de Weber) foi ridicularizada como incrivelmente descarada. Bache atuou também em concertos regidos por Hans Richter, como organista no poema sinfônico de Liszt A batalha dos hunos e como pianista na execução da Fantasia coral de Beethoven e o Concerto para piano n.º 2 de Chopin.